# Disteganthus basilateralis
Espèce
Classification APG III (2009)
Synonymes
- Aechmea basilateralis (Lem.) L.B.Sm.

Disteganthus basilateralis est une espèce de plantes à fleurs de la famille des Bromeliaceae, endémique de Guyane française et décrite en 1847.

## Synonymes
- Aechmea basilateralis (Lem.) L.B.Sm.

## Distribution
L'espèce est endémique de Guyane.

## Description
Selon la classification de Raunkier, l'espèce est épiphyte.